# Уайди, Роберт
Роберт Б. Уайди (англ. Robert B. Weide; род. 20 июня 1959, Ориндж, Калифорния, США) — американский сценарист, продюсер и режиссёр.

## Начало карьеры
В 1978 году, проходя курсы кинопроизводства в Orange Coast College в Коста-Меса (Калифорния), Уайди решил снять документальный фильм о братьях Маркс, вдохновлённый своей любовью к их работе. Не смущаясь повторными отказами от своих заявок в американскую школу кино-телевидения, он работал над проектом в своё свободное время и с помощью Чарльза Джоффа получил права на клипы, необходимые для создания фильма. The Marx Brothers in a Nutshell была показана в 1982 году на канале PBS и стала «одной из самых высокорейтинговых программ в истории PBS».

## Другие работы
Роберт был продюсером телесериала 2000—2020-х годов «Умерь свой энтузиазм», особенно много работал над эпизодами первых 5 сезонов. Некоторые серии завершались видеороликами с неловкими ситуациями и «комедией положений», сразу за которыми следовали титры, начинающиеся со слов «Directed by Robert B. Weide» и сопровождаемые музыкой «Frolic» Лучано Микелини. В 2016 году комбинирование этих титров и разнообразных видеороликов стало мемом.

## Фильмография

### В качестве сценариста
| Год  | Название                                            | Комментарии                        | Ист.  |
| ---- | --------------------------------------------------- | ---------------------------------- | ----- |
| 1982 | Marx Brothers in a Nutshell                         | Телевизионный документальный фильм | [ 5 ] |
| 1984 | The Great Standups                                  | Телевизионный документальный фильм | [ 5 ] |
| 1986 | W.C. Fields: Straight Up                            | Телевизионный документальный фильм | [ 5 ] |
| 1987 | Билли Кристал: Не выводите меня — Потерянные минуты | Спецвыпуск (короткометражный)      | [ 5 ] |
| 1989 | Mort Sahl: The Loyal Opposition                     |                                    | [ 5 ] |
| 1996 | Мать Тьма                                           | Художественный фильм               | [ 5 ] |
| 1998 | Ленни Брюс: Клянусь говорить только правду          | Документальный фильм               | [ 5 ] |
| 2011 | Вуди Аллен                                          |                                    | [ 5 ] |
| 2014 | Мистер Слоун                                        | 6 эпизодов                         | [ 5 ] |
| TBA  | Kurt Vonnegut: Unstuck in Time                      | Документальный фильм               | [ 5 ] |

### В качестве режиссёра
| Год       | Название                                             | Комментарии                        | Ист.  |
| --------- | ---------------------------------------------------- | ---------------------------------- | ----- |
| 1984      | The Great Standups                                   | Телевизионный документальный фильм | [ 6 ] |
| 1989      | Mort Sahl: The Loyal Opposition                      |                                    | [ 6 ] |
| 1998      | Ленни Брюс: Клянусь говорить только правду           | Документальный фильм               | [ 6 ] |
| 1999      | Larry David: Curb Your Enthusiasm                    | Телевизионный фильм                | [ 6 ] |
| 2005      | Земля Америке                                        |                                    | [ 6 ] |
| 2008      | Как потерять друзей и заставить всех тебя ненавидеть | Полнометражный режиссёрский дебют  | [ 6 ] |
| 2011      | Вуди Аллен                                           |                                    | [ 6 ] |
| 2012      | Парки и зоны отдыха                                  | Эпизод                             | [ 6 ] |
| 2014      | Мистер Слоун                                         | 6 эпизодов                         | [ 6 ] |
| 2014      | Выходи за меня                                       | Эпизод                             | [ 6 ] |
| 2016      | Грейвс                                               | 2 эпизода                          | [ 6 ] |
| 2000-2020 | Умерь свой энтузиазм                                 | 28 эпизодов                        | [ 6 ] |
| TBA       | Kurt Vonnegut: Unstuck in Time                       | Документальный фильм               | [ 6 ] |

## Награды и номинации

### «Оскар»
| Год  | Категория                                  | Номинируемая работа                        | Результат |
| ---- | ------------------------------------------ | ------------------------------------------ | --------- |
| 1999 | Лучший документальный полнометражный фильм | Ленни Брюс: Клянусь говорить только правду | Номинация |

### «Эмми»
| Год  | Категория                                      | Номинируемая работа                        | Результат |
| ---- | ---------------------------------------------- | ------------------------------------------ | --------- |
| 1986 | Научно-популярная серия или специальный выпуск | W.C. Fields: Straight Up                   | Победа    |
| 1999 | Выдающийся документальный фильм                | Ленни Брюс: Клянусь говорить только правду | Номинация |
| 1999 | Монтаж научно-популярной программы             | Ленни Брюс: Клянусь говорить только правду | Победа    |
| 2002 | Комедийный сериал                              | Умерь свой энтузиазм                       | Номинация |
| 2002 | Режиссура комедийного сериала                  | Умерь свой энтузиазм — The Doll            | Номинация |
| 2003 | Комедийный сериал                              | Умерь свой энтузиазм                       | Номинация |
| 2003 | Режиссура комедийного сериала                  | Умерь свой энтузиазм — Krazee-Eyez Killa   | Победа    |
| 2004 | Комедийный сериал                              | Умерь свой энтузиазм                       | Номинация |
| 2004 | Режиссура комедийного сериала                  | Умерь свой энтузиазм — The Car Pool Lane   | Номинация |
| 2006 | Комедийный сериал                              | Умерь свой энтузиазм                       | Номинация |
| 2006 | Режиссура комедийного сериала                  | Умерь свой энтузиазм — The Christ Nail     | Номинация |
| 2012 | Режиссура комедийного сериала                  | Умерь свой энтузиазм — Palestinian Chicken | Номинация |
| 2012 | Выдающийся документальный фильм                | Вуди Аллен                                 | Номинация |
| 2012 | Режиссура комедийного сериала                  | Вуди Аллен                                 | Номинация |

Премия Гильдии режиссёров Америки
| Год  | Категория                     | Номинируемая работа                        | Результат |
| ---- | ----------------------------- | ------------------------------------------ | --------- |
| 2004 | Режиссура — Комедийный Сериал | Умерь свой энтузиазм — The Car Pool Lane   | Номинация |
| 2011 | Режиссура — Комедийный Сериал | Умерь свой энтузиазм — Palestinian Chicken | Победа    |

Премия Гильдии продюсеров США
| Год  | Категория                    | Номинируемая работа                        | Результат |
| ---- | ---------------------------- | ------------------------------------------ | --------- |
| 2003 | Лучшая эпизодическая комедия | Умерь свой энтузиазм — The Car Pool Lane   | Победа    |
| 2005 | Лучшая эпизодическая комедия | Умерь свой энтузиазм — Palestinian Chicken | Победа    |
| 2007 | Лучшая эпизодическая комедия | Умерь свой энтузиазм                       | Номинация |